# Kanton Saint-Loup-sur-Semouse
Saint-Loup-sur-Semouse is een kanton van het Franse departement Haute-Saône. Het kanton maakt deel uit van het arrondissement Lure.

## Gemeenten
Het kanton Saint-Loup-sur-Semouse omvatte tot 2014 de volgende 13 gemeenten:
- Aillevillers-et-Lyaumont
- Ainvelle
- Briaucourt
- Conflans-sur-Lanterne
- Corbenay
- Fleurey-lès-Saint-Loup
- Fontaine-lès-Luxeuil
- Fougerolles
- Francalmont
- Hautevelle
- Magnoncourt
- Saint-Loup-sur-Semouse (hoofdplaats)
- La Vaivre

Bij de herindeling van de kantons door het decreet van 17 februari 2014, met uitwerking op 22 maart 2015 werden daar volgende 10 gemeenten aan toegevoegd: 
- Abelcourt
- Éhuns
- Mailleroncourt-Charette
- Meurcourt
- Neurey-en-Vaux
- Sainte-Marie-en-Chaux
- Velorcey
- La Villedieu-en-Fontenette
- Villers-lès-Luxeuil
- Visoncourt

Op 1 januari 2019 werd de gemeente Saint-Valbert uit het kanton Luxeuil-les-Bains samengevoegd met de gemeente Fougerolles  tot de fusiegemeente (commune nouvelle) Fougerolles-Saint-Valbert. De deelgemeenten bleven evenwel bij hun respectievelijke kantons horen.